# Tontéon
Tontéon est une localité située dans le département de Batié de la province du Noumbiel dans la région Sud-Ouest au Burkina Faso.

## Géographie
Tontéon se trouve à environ 20 km au nord de Batié, le chef-lieu du département.

## Santé et éducation
Le centre de soins le plus proche de Tontéon est le centre médical avec antenne chirurgicale (CMA) de la province à Batié.